# غار دربند (مهدی‌شهر)
غار دربند مهدیشهر یکی از بزرگترین غارهای آهکی ایران است غارآهکی دربند در دامنه‌های جنوبی بخش میانی رشته کوه البرز در کمرکش کوه لهرد و در دو کیلومتری دانشکده روانشناسی مهدیشهر در منطقه دربند قرار گرفته‌است.این غار دومین غار بزرگی آهکی کشور بعد از غار علیصدر همدان است

## موقعیت غار
غار دربند در دامنه‌های جنوبی بخش میانی رشته کوه البرز در ارتفاعات دربند، در کمرکش کوه لهرد، غار دربند یکی از بزرگترین غارهای آهکی ایران به‌شمار می‌رود که در گذشته محل سکونت انسان بوده‌است.
طول غار ۱۱۴ متر، ارتفاع از سطح دریای آزاد ۲۰۰۰متر (۲۰۵۸ متری از سطح دریا)، ارتفاع دهانه از پای کوه ۳۰۰متر، عریض‌ترین قسمت آن ۳۶ متر و بلندترین نقطه سقف آن به ارتفاع حدود ۳۰متر است. بلندترین استلاگمیت این غار با ارتفاع ۱۴ متر در ایران بی‌نظیر است.
دهانه غارآهکی دربند رو به مشرق قرار گرفته و دره وسیع و سرسبز دربند در زیر آن گسترده شده و پس از عبور از دهانه، دالانی به طول ۲۴ و عرض ۳ متر دیده می‌شود و مانند گلو، بین دهانه و تالار غار قرار گرفته و انتهای گلو به تدریج کوتاه شده تا این که به دهانه‌ای به ارتفاع ۸۰ سانتی‌متر می‌رسد.

درون غار دربند

## قدمت غار و علت پیدایش
غار دربند که در بلندی‌های منطقه ملی گردشگری دربند مهدیشهر واقع شده، به علت عملکرد شدید نیروهای زمین‌ساختی منطقه و نیز پدیده انحلال توسط آبهای نفوذی شکل گرفته‌است.
این غار میراث طبیعی به جای مانده از دوره سوم زمین‌شناسی است. کارشناسان عمر این غار آهکی را ۱۴۰ میلیون سال تخمین زده‌اند.

## زیرساخت‌های گردشگری
غار دربند برای اولین بار در سال ۱۳۲۷ توسط یک گروه چهار نفری که متشکل از کوهنوردان بود کشف شد. در تابستان همان سال محمود دانشور جهانگرد ایرانی موفق شد قبل از آنان به انتهای غار برسد. از زمانی که خبر مسافرت آنان در مجله «نیرو و راستی» منعکس شد، غار دربند در ردیف یکی از هدف‌های برجسته کوهنوردان قرار گرفت و این کار تنها جنبه ورزشی داشت. اما یک تصادف کوچک باعث شد که برای اولین بار نکته جالب و مهمی دربارهٔ این غار پیش آید و جنبه جدی‌تری به آن دهد.
در تابستان سال ۱۳۳۵ یک دسته چهار نفری از کوهنوردان ضمن بازدید از غار تصادفی مقداری اشیا و زیورآلات قدیمی به دست آوردند و این اکتشافات به سرعت پخش شد و از این پس بود که غار دربند وجهه دیگری به خود گرفت و هدف پرنعمتی برای کوهنوردان شد و مسافرت‌های متعددی برای به دست آوردن اشیای قدیمی صورت می‌گرفت تا آنجا که اهالی محل نیز خود به تنهایی در گروه‌های چند ده نفری به غار وارد شده و به جست و جو پرداختند.
در گذشته مدخل ورودی غار به صورت طبیعی کم عرض بود. در سال ۱۳۸۱ شهرداری مهدیشهر با انجام سری عملیات حفاری، این مدخل را به منظور امکان بازدید همگانی تعریض و امکانات رفاهی مانند سوئیت‌های اقامتی، آلاچیق و فضای استراحتگاهی در دامنه کوه لهرد و ایجاد روشنایی در درون این غار را فراهم کرد.
همچنین در فروردین ماه ۱۳۹۱، شهرداری مهدی‌شهر عملیات پله چینی و نرده‌گذاری راه‌های دسترسی به غار دربند را به پایان رساند. هم‌اکنون مسیر دسترسی به غار از پای کوه تا دهانه، پله چینی شده‌است.

## کشف آثار تاریخی در غار دربند مهدیشهر
در سال ۱۳۹۰، باستان شناسان، تعدادی سکه تاریخی در این غار کشف کردند. با کشف این آثار، غار دربند در پروسه ثبت در آثار ملی ایران قرار گرفته‌است.
بر طبق کاوش‌های انجام شده دیرین‌ترین آثار بدست آمده از غار متعلق به سده پنجم هجری قمری و همچنین سکه‌های طلایی به خط کوفی مربوط به دوره سلجوقی است.

## نگارخانه

نمایی از تالار اصلی غار دربند
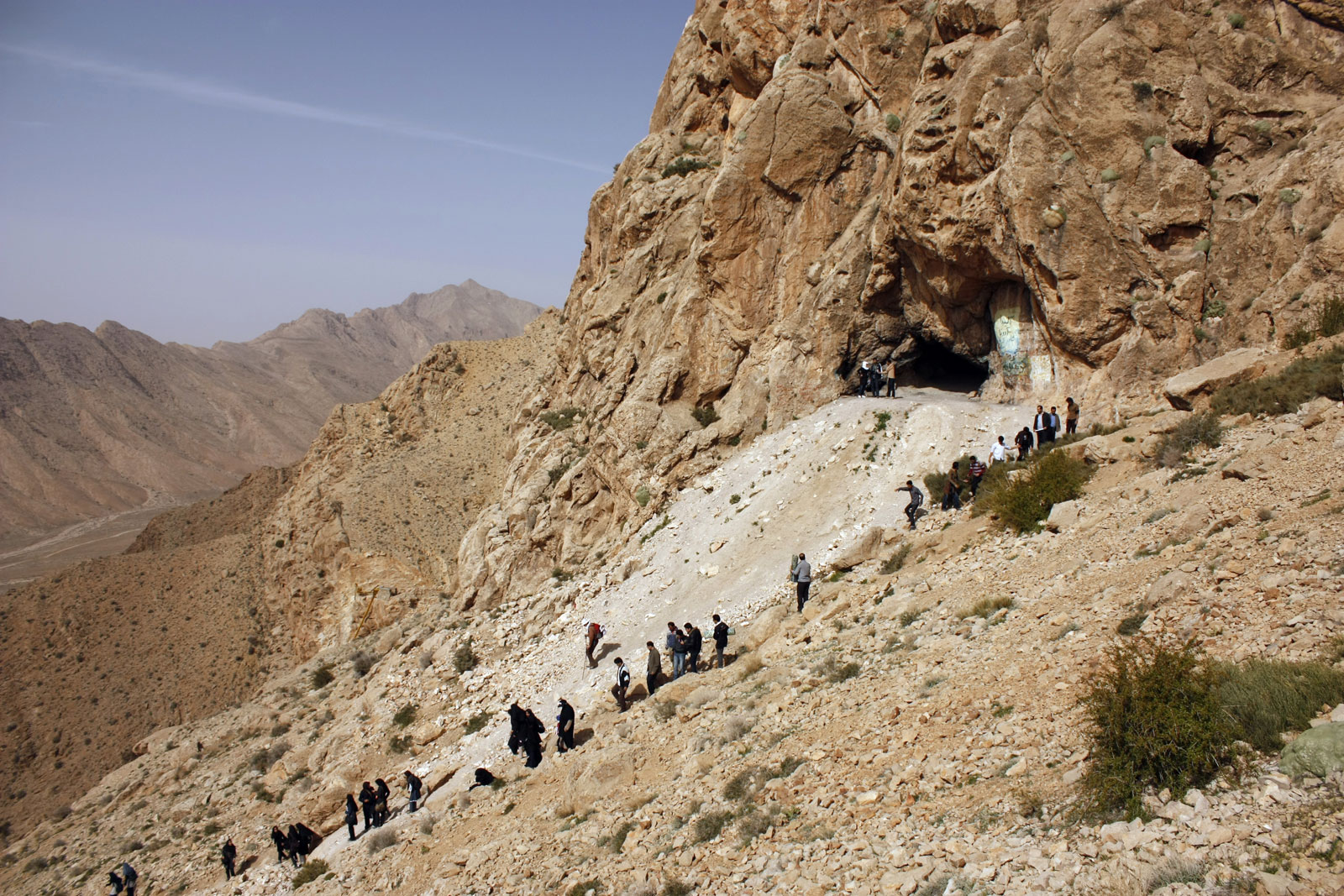
نمای بیرونی غار دربند مهدیشهر
نمایی از منطقه دربند مهدیشهر ( سنگسر ). کوه لهرد و دهانه غار دربند نیز در این تصویر مشخص است.